# Eddie Reyes
Eddie Reyes, född 19 november 1972 i Amityville, New York, är en amerikansk gitarrist och medlem i rockbandet Taking Back Sunday, vilket han var med och startade 1999.